# Persona (linguistica)
In linguistica, la persona è una categoria grammaticale. Indica il ruolo o la posizione di qualcosa o qualcuno rispetto a chi sta parlando. Si tratta di un riferimento deittico dunque profondamente legato al contesto in cui nasce l'atto dell'enunciazione. Gioca un ruolo di primo piano nella coniugazione.
- La prima persona (io) indica grammaticalmente chi sta parlando;
- La seconda persona (tu) indica l'interlocutore;
- La terza persona è la più complessa e funge da categoria di riserva, raccogliendo in sé un po' tutto ciò che non trova posto nelle prime due; comprende di solito gli oggetti, persone che non rientrano nelle prime due categorie e le forme di cortesia nella lingua italiana o in altre come quella tedesca.[2]

Sebbene in italiano sia più consueto indicare le persone noi, voi ed essi come 1ª, 2ª e 3ª persona plurale, alcune grammatiche ritengono più corretto classificarle rispettivamente come 4ª, 5ª e 6ª persona.
Infatti, non è scontato poter dire quali e quante siano le persone di una lingua, dato che la persona non è una categoria universale, il che vale soprattutto per il plurale: basti pensare al fenomeno del noi inclusivo ed esclusivo, ad esempio nella lingua indonesiana, in cui esistono due forme della prima persona plurale (noi): kita e kami si distinguono tra di loro perché la prima indica un'inclusione di chi sta ascoltando, mentre la seconda indica un'esclusione. In italiano vale invece il discorso contrario, dato che l'uso di noi può includere l'interlocutore o anche escluderlo (e può dunque causare equivoci). 
La stessa definizione di plurale si differenzia in vari casi, potendo esistere anche il duale (la lingua yele ha un pronome duale), eventualmente distinto in inclusivo ed esclusivo.